# Robinson (del av en befolkad plats)
Robinson är en del av en befolkad plats i Australien. Den ligger i kommunen Albany och delstaten Western Australia, omkring 390 kilometer sydost om delstatshuvudstaden Perth.
Närmaste större samhälle är Albany, nära Robinson. 
Trakten runt Robinson består till största delen av jordbruksmark. Genomsnittlig årsnederbörd är 1 017 millimeter. Den regnigaste månaden är juni, med i genomsnitt 147 mm nederbörd, och den torraste är februari, med 22 mm nederbörd.